# روبرت غارسيا
روبرت غارسيا (بالإنجليزية: Robert García)‏ هو سياسي أمريكي، ولد في 9 يناير 1933 في ذا برونكس في الولايات المتحدة، وتوفي في 25 يناير 2017 في سان خوان في الولايات المتحدة بسبب نفاخ رئوي. حزبياً، نشط في الحزب الديمقراطي. وقد انتخب عضو جمعية ولاية نيويورك وانتخب عضو مجلس ولاية نيويورك وانتخب عضو مجلس النواب الأمريكي.